# 林芝芳
林芝芳（1917年—1973年），字福生，号依福，女，福州闽侯人，中国闽剧表演艺术家。